# Marion (Virgínia)
Marion é uma cidade  localizada no estado norte-americano de Virginia, no Condado de Smyth.

## Demografia
Segundo o censo norte-americano de 2000, a sua população era de 6349 habitantes.
Em 2006, foi estimada uma população de 6130, um decréscimo de 219 (-3.4%).

## Geografia
De acordo com o United States Census Bureau tem uma área de
10,8 km², dos quais 10,8 km² cobertos por terra e 0,0 km² cobertos por água. Marion localiza-se a aproximadamente 676 m acima do nível do mar.

## Localidades na vizinhança
O diagrama seguinte representa as localidades num raio de 16 km ao redor de Marion.